# Třída Bretagne
Třída Bretagne byla třída francouzských bitevních lodí a druhá generace francouzských dreadnoughtů, která konstrukčně navazovala na předchozí třídu Courbet, tentokrát však s děly ráže 340 mm. Celkem byly postaveny tři jednotky této třídy. Ve službě byly v letech 1915–1945. Nasazeny byly za obou světových válek. Ve druhé světové válce byly dvě potopeny. Čtvrtá jednotka této třídy, kterou objednalo Řecko, nebyla dokončena.

## Stavba
Celkem byly postaveny tři jednotky této třídy. Bretagne postavila loděnice Arsenal de Brest v Brestu, Provence loděnice Arsenal de Lorient v Lorientu a Lorraine loděnice Ateliers et Chantiers de la Loire v St. Nazaire. Do služby byly přijaty v letech 1915–1916.
V 1914 byla objednána čtvrtá jednotka této třídy pro Řecké námořnictvo. Kýl plavidla byl založen v červnu 1914, ale po vypuknutí první světové války byla stavba zastavena a později zrušena. Vzniklý spor trval do roku 1925.
Jednotky třídy Bretagne:
| Jméno                 | Loděnice                          | Založení kýlu   | Spuštěna       | Vstup do služby | Osud                                                                                        |
| --------------------- | --------------------------------- | --------------- | -------------- | --------------- | ------------------------------------------------------------------------------------------- |
| Bretagne              | Arsenal de Brest                  | 1912            | 21. dubna 1913 | září 1915       | Dne 3. července 1940 potopena při britském útoku na Mers-el-Kébir.                          |
| Provence              | Arsenal de Lorient                | 1912            | 20. dubna 1913 | červen 1915     | Dne 27. listopadu 1942 potopena v Toulonu vlastní posádkou, aby nepadla do německých rukou. |
| Lorraine              | Ateliers et Chantiers de la Loire | 1912            | 30. září 1913  | červenec 1916   | Vyřazena 1953.                                                                              |
| Vasilefs Konstantinos | Ateliers et Chantiers de la Loire | 12. června 1914 | –              | –               | Stavba zrušena v srpnu 1914.                                                                |

## Konstrukce

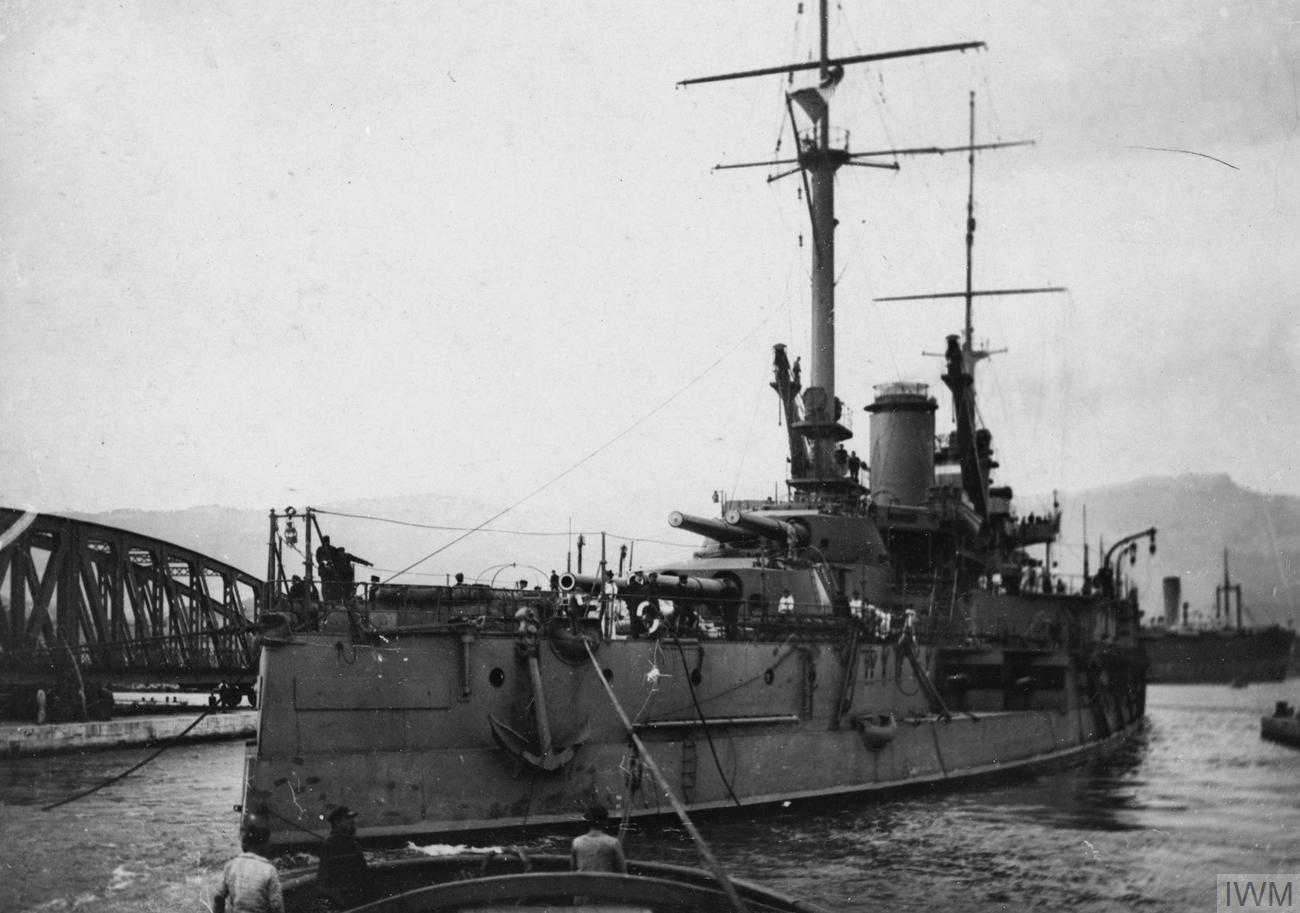
Bretagne

Hlavní výzbroj tvořilo 10 kusů 340mm kanónů v pěti dělových věžích, z nichž po dvou bylo na přídi a zádi lodi, pátá věž byla umístěna v ose lodi v jejím středu. Kanóny měly elevaci pouhých 12° a tedy velice malý dostřel. Tento nedostatek byl napravován při modernizacích. Sekundární výzbroj představovalo 22 kusů 138,6mm kanónů, umístěných po jednom v kasematách. Lehkou výzbroj tvořilo sedm 47mm kanónů, lodě měly také čtyři pevné podhladinové torpédomety.

## Služba

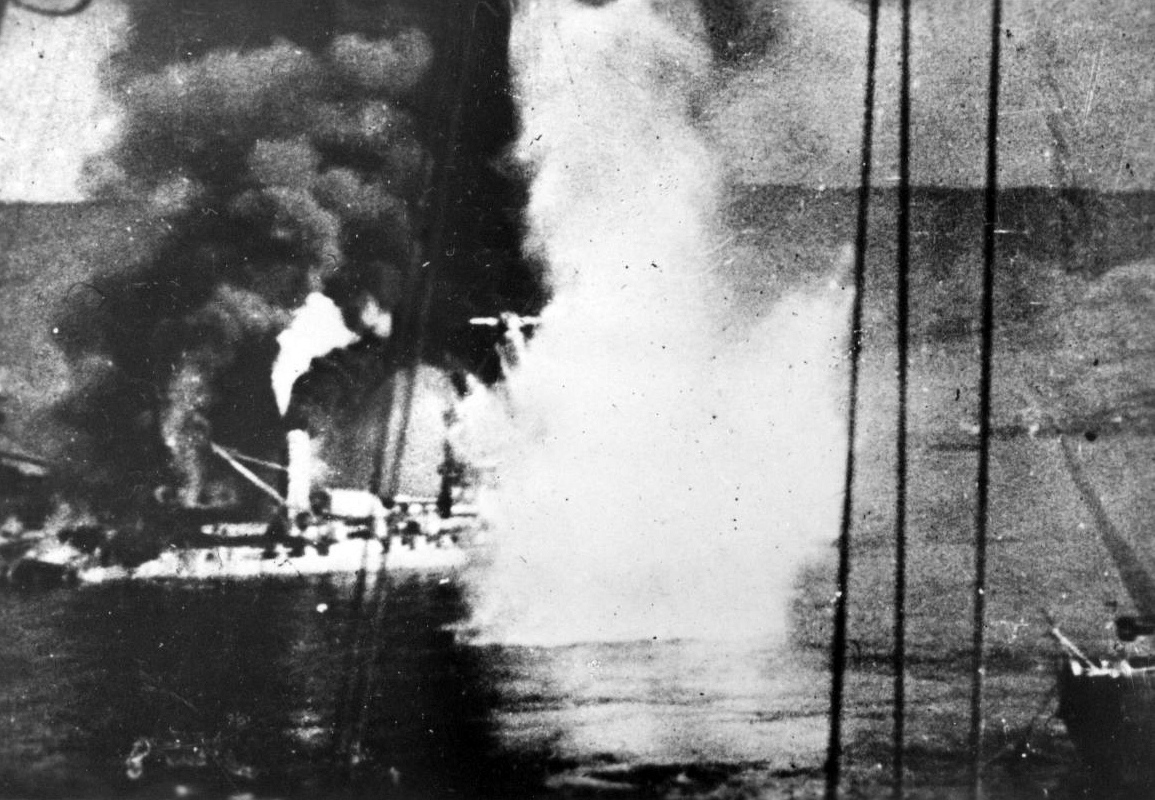
Potopení Bretagne

V meziválečné době byly všechny jednotky několikrát modernizovány. Bretagne byla potopena 3. července 1940 při britském útoku na Mers-el-Kébir. Po pádu Vichistické Francie potopila Provence vlastní osádka 27. listopadu 1942 v Toulonu, aby nepadla do německých rukou. Lorraine kotvila v době pádu Francie v roce 1940 v Alexandrii. Po vystoupení Francie z války zde byla odzbrojena a internována. Zpět ke spojencům se připojila až v roce 1943, kdy byla reaktivována a svou střelbou podporovala spojenecké výsadkové operace (například Operaci Dragoon – vylodění v jižní Francii v srpnu 1944). Lorraine byla vyřazena v roce 1953.